# FMたんと

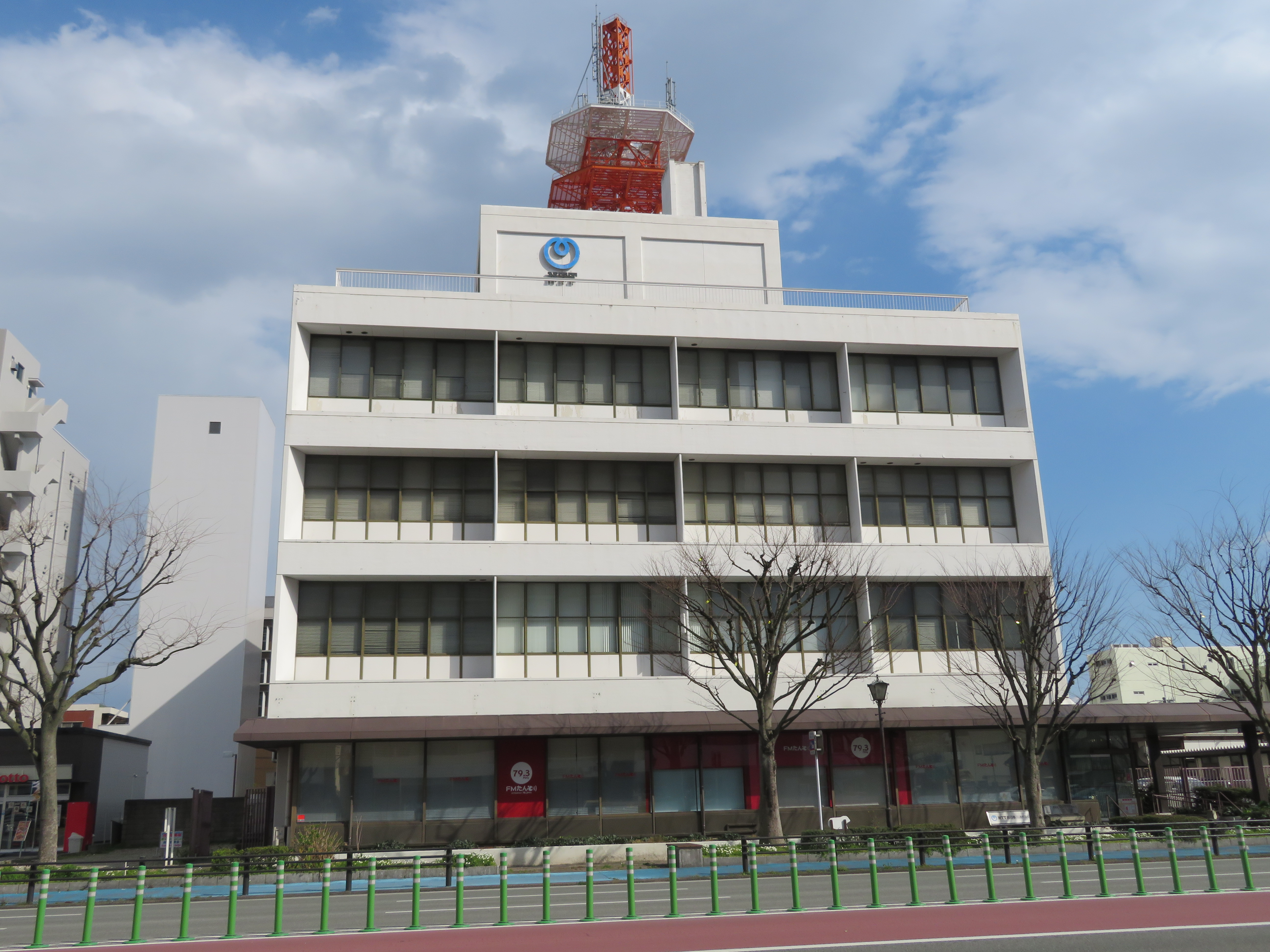
有明ねっとこむ本社

FMたんと（エフエムたんと）は、福岡県大牟田市、みやま市および熊本県荒尾市の各一部地域を放送対象地域として超短波放送（FM放送）をする特定地上基幹放送事業者である株式会社有明ねっとこむが保有する特定地上基幹放送局の呼出名称である。
有明ねっとこむはFMたんとそのままの愛称でコミュニティ放送をしている。

## 概要
2016年（平成28年）開局。福岡県筑後地方ではDreams FM・FM八女に次ぐ3局目の、県内では7局目のコミュニティ放送局である。
免許人の有明ねっとこむは1987年（昭和62年）にニューメディア（キャプテンシステム）を主な事業として創業。時代の変化に合わせインターネットプロバイダー等を始めとしたIT事業へと転換していった。
本社は大牟田市不知火町の大牟田駅前のNTT大牟田ビルにある。
コミュニティ放送は、原則として一市町村の一部地域を対象として免許されるものであるが、隣接する区域がコミュニティとしての一体性が認められる場合には、その区域を併せることができるとされ、生活圏が同一であることなどの理由によって一局で3市を対象とすることが認められた。
放送対象地域は県境を跨いでおり、開局時から複数県を対象とする事例は全国初である。
愛称は、3市が石炭で栄えた地域であることから「炭都」という言葉から来ている。また、それと同時に、情報を「いっぱい」集めて、地域の「たくさん」の人たちに、「ふんだん」に伝えていきたいという思いもかけられている。
出資比率から大牟田市がマスメディア集中排除原則にいう支配関係にある。
演奏所（スタジオ）は、本社と同じNTT大牟田ビルにある。
送信所は大牟田市今山の三池山にあり、特定地上基幹放送局の呼出符号はJOZZ0CJ-FM、周波数79.3MHz、当初の空中線電力は10Wで放送区域は大牟田市、みやま市、荒尾市の各一部地域
。
空中線電力は2019年（令和元年）に15Wに、2020年（令和2年）に20Wに増力した。
- 3市以外の大川市、柳川市、長洲町、南関町、大木町、筑後市などの周辺地域でも聴取可能[7]と称している。

3市とは「災害時における放送要請に関する協定」を締結している。

## 沿革
- 1987年（昭和62年）
  - 有明ニューメディア・サービス株式会社設立[9]
- 2001年（平成13年）
  - 株式会社有明ねっとこむに社名変更[9]
- 2016年（平成28年）
  - 3月23日 - 特定地上基幹放送局の予備免許取得[6]
  - 5月19日 - 試験電波発射開始[8]
  - 6月21日 - 特定地上基幹放送局の免許取得[10][11]
  - 7月9日 - 開局[11]、15時に放送開始[12]し2日間に渡り開局特別番組を放送、3市と「災害時における放送要請に関する協定」を締結[8]、FM++によるインターネット配信開始[13]
  - 9月6日 - 日本コミュニティ放送協会に加盟[14]
- 2019年（令和元年）
  - 5月25日 - 特定地上基幹放送局の空中線電力を15Wに増力[8]
- 2020年（令和2年）
  - 9月19日 - 特定地上基幹放送局の空中線電力を20Wに増力[8]

## 主な制作番組
◯は生放送。
- ◯おはようTANTO（月曜 - 金曜 7:00～10:00）
- ◯お昼どきTANTO（月曜 - 金曜 12:00～14:00）
- ◯さんせっとTANTO（月曜 - 木曜 17:00～19:00）※金曜は、15:00〜
- infix長友仍世の「めくるめくナイト」（火曜 21:00～22:00）
- 情報発信あッ！らジお（木曜 14:00～14:30）
- 栄とえいじの5時から乾杯（木曜 19:15～19:30）
- た～んと守り隊！（金曜 10:30～11:00）
- YEGげなばってん（金曜 14:00～14:15）